# Boston Scientific
Boston Scientific Corporation (BSC) is een van de grootste bedrijven ter wereld die zich specialiseren in het maken en distribueren van medische toestellen. Hun specialisme ligt onder meer in interventionele cardiologie, elektrofysiologie, endoscopie, oncologie, urologie en gynaecologie. Het hoofdkantoor van het bedrijf bevindt zich in Marlborough, een plaats ten westen van Boston, in Massachusetts in de Verenigde Staten.
De belangrijkste concurrenten van Boston Scientific zijn Johnson & Johnson en Medtronic.
In 2006 werd concurrent Guidant overgenomen voor ongeveer 28 miljard dollar. Een deel van deze firma werd doorverkocht aan Abbott.